# Biribui
Die Höhle von Biribui (auch Petrem) ist eine Höhle im osttimoresischen Suco Fatubessi (Verwaltungsamt Maubisse, Gemeinde Ainaro).
Die Höhle befindet sich nahe dem Berg Fatubessi, in einem Blindtal, das von einem kleinen Bach gebildet wird. Der Bach fällt außerhalb der Regenzeit trocken. Der Eingang zur Höhle liegt an der Felswand, an der das Blindtal endet. Aus der Höhle fließt ein kleiner Bach.
Erstmals wurde die Höhle von timoresischen und portugiesischen Höhlenforscher 2016 erforscht. Sie drangen hundert Meter entlang einem ebenen Weg entlang, bis sie eine hohe Galerie erreichten. Ab diesem Punkt wäre eine Kletterausrüstung notwendig. Insgesamt sind in dieser Gegend 20 Höhleneingänge bekannt, darunter die Höhle Bakua, die bisher tiefste und längste Höhle Osttimors. Biribui ist die am tiefsten gelegene der Höhlen. Möglicherweise ist sie mit Bakua und den anderen Höhlen verbunden, so dass das ganze System mehrere Kilometer lang sein könnte und eine Höhendifferenz von 500 Metern überwinden würden.